# Danger Mouse
Брайан Джозеф Бертон (народився 29 липня 1977 року), професійно відомий як Danger Mouse, — американський музикант, автор пісень і продюсер. Він став відомим у 2004 році, коли випустив The Grey Album, який поєднав вокальне виконання Jay-Z з The Beatles (він же «Білий Альбом») з інструментальними партіями The Beatles. Журнал Esquire назвав його одним із «75 найвпливовіших людей 21 століття».
Він створив Gnarls Barkley разом із Cee Lo Green і продюсував їхні альбоми St. Elsewhere і The Odd Couple. У 2009 році він співпрацював з Джеймсом Мерсером з інді-рок-гурту The Shins, щоб створити групу Broken Bells. Крім того, Бертон працював з репером MF Doom як Danger Doom і випустив альбом The Mouse and the Mask.